# حالت خطی
حالت خطی (به انگلیسی: linear form) در ریاضیات، (که با نام‌های تابعی خطی، یک-حالت، یا کوبردار هم نامیده می‌شود) یک نگاشت خطی از یک فضای برداری به میدان نرده‌ای‌هایش (معمولا اعداد حقیقی یا اعداد مختلط) است.
اگر V یک فضای برداری روی میدان k باشد، مجموعه همه تابعی‌های خطی از V به k خودش یک فضای برداری با صورت جمع و ضرب نرده‌ای نقطه‌به‌نقطه تعریف شده، روی k است. این فضا را فضای دوگان V می‌نامند، همچنین موقعی که فضای دوگان توپولوژیکی هم در نظر گرفته شود، آن را فضای دوگان جبری می‌نامند. این فضا را معمولاً توسط Hom(V, k) نمایش می‌دهند، یا وقتیکه میدان k را می‌شناسیم، به صورت {\displaystyle V^{*}} نشان داده می‌شود؛ نمادگذاری‌های دیگری هم استفاده می‌شود مثل {\displaystyle V'}, یا {\displaystyle V^{\#}} یا {\displaystyle V^{\vee }}. وقتیکه بردارها توسط بردارهای ستونی نمایش یابند (که این موضوع موقعی که پایه ثابت است رواج دارد)، آنوقت تابعی‌های خطی به صورت بردارهای سطری نمایش می‌یابند، و مقادیر آن‌ها در بردارهای خاص توسط ضرب ماتریسی (با بردار سطری در سمت چپ) به دست می‌آید.

## مثال‌ها
«تابع صفر ثابت» که هر بردار را به صفر نگاشت می‌دهد، به صورت بدیهی یک تابعی خطی است. هر تابعی خطی دیگر (مثل موارد ذکر شده در زیر) پوشا است (یعنی، برد آن همه k است).

### تابعی‌های خطی در Rn
فرض کنید که بردارها در فضای مختصات حقیقی {\displaystyle \mathbb {R} ^{n}} توسط بردارهای ستونی نمایش یابند
{\displaystyle \mathbf {x} ={\begin{bmatrix}x_{1}\\\vdots \\x_{n}\end{bmatrix}}.}
برای هر بردار سطری {\displaystyle \mathbf {a} ={\begin{bmatrix}a_{1}&\cdots &a_{n}\end{bmatrix}}} یک تابعی خطی {\displaystyle f_{\mathbf {a} }} وجود دارد که توسط {\displaystyle f_{\mathbf {a} }(\mathbf {x} )=a_{1}x_{1}+\cdots +a_{n}x_{n},} تعریف می‌شود و هر تابعی خطی را می‌توان به این حالت بیان نمود.
این را می‌توان هم به صورت ضرب ماتریسی و هم ضرب داخلی از بردار سطری {\displaystyle \mathbf {a} } و بردار ستونی {\displaystyle \mathbf {x} } تفسیر نمود:
{\displaystyle f_{\mathbf {a} }(\mathbf {x} )=\mathbf {a} \cdot \mathbf {x} ={\begin{bmatrix}a_{1}&\cdots &a_{n}\end{bmatrix}}{\begin{bmatrix}x_{1}\\\vdots \\x_{n}\end{bmatrix}}.}

### اثر یک ماتریس مربعی
اثر {\displaystyle \operatorname {tr} (A)} از یک ماتریس مربعی {\displaystyle A} برابر مجموع همه عناصر در قطر اصلی آن است. ماتریس‌ها را می‌توان در نرده‌ای‌ها ضرب کرد همچنین دو ماتریس که ابعاد مشابهی دارند را می‌توان با هم جمع نمود؛ این عملیات یک فضای برداری از مجموعه همه ماتریس‌های {\displaystyle n\times n} می‌سازد. اثر یک تابعی خطی در این فضا است زیرا {\displaystyle \operatorname {tr} (sA)=s\operatorname {tr} (A)} و {\displaystyle \operatorname {tr} (A+B)=\operatorname {tr} (A)+\operatorname {tr} (B)} برای همه نرده‌ای‌های {\displaystyle s} و همه ماتریس‌های {\displaystyle n\times n} {\displaystyle A{\text{ and }}B} برقرار است.

### انتگرال (معین)
تابعی‌های خطی اولین بار در آنالیز تابعی، یعنی مطالعه فضاهای برداری توابع، پدیدار شدند. یک مثال رایج از تابعی خطی انتگرال است: تبدیل خطی که توسط انتگرال ریمان تعریف شده‌است
{\displaystyle I(f)=\int _{a}^{b}f(x)\,dx}
یک تابعی خطی از فضای برداری {\displaystyle C[a,b]} از توابع پیوسته روی بازه {\displaystyle [a,b]} به اعداد حقیقی است. خطی‌بودن {\displaystyle I} از حقیقت‌های استاندارد دربارهٔ انتگرال به دست می‌آید:
{\displaystyle {\begin{aligned}I(f+g)&=\int _{a}^{b}[f(x)+g(x)]\,dx=\int _{a}^{b}f(x)\,dx+\int _{a}^{b}g(x)\,dx=I(f)+I(g)\\I(\alpha f)&=\int _{a}^{b}\alpha f(x)\,dx=\alpha \int _{a}^{b}f(x)\,dx=\alpha I(f).\end{aligned}}}

### ارزیابی
فرض کنید که {\displaystyle P_{n}} به فضای برداری توابع چندجمله‌ای مقدار-حقیقی از درجه {\displaystyle \leq n} اشاره کند، که روی یک بازه {\displaystyle [a,b]} تعریف شده‌است. اگر {\displaystyle c\in [a,b],} باشد آنوقت فرض کیند {\displaystyle \operatorname {ev} _{c}:P_{n}\to \mathbb {R} } یک تابعی ارزیابی باشد.
{\displaystyle \operatorname {ev} _{c}f=f(c).}
نگاشت {\displaystyle f\mapsto f(c)} به این دلیل خطی است که
{\displaystyle {\begin{aligned}(f+g)(c)&=f(c)+g(c)\\(\alpha f)(c)&=\alpha f(c).\end{aligned}}}
اگر {\displaystyle x_{0},\ldots ,x_{n}} برابر {\displaystyle n+1} تا نقطه متمایز در {\displaystyle [a,b],} باشد، آنوقت تابعی ارزیابی {\displaystyle \operatorname {ev} _{x_{i}},} {\displaystyle i=0,\ldots ,n} یک پایه برای فضای دوگان {\displaystyle P_{n}} تشکیل می‌دهد ((Lax 1996) این واقعیت آخری را به کمک درون‌یابی لاگرانژ اثبات کرده‌است).

### مثال غیر-تابعی خطی
یک تابع {\displaystyle f} که یک معادله خطی {\displaystyle f(x)=a+rx} با {\displaystyle r\neq 0} دارد (مثلا، {\displaystyle f(x)=1+2x}) روی {\displaystyle \mathbb {R} } یک «تابعی خطی» نیست، زیرا خطی نیست. با این‌حال، این آفین-خطی است.

### تجسم

نمایش هندسی یک ۱-فرم α به صورت یک پشته از ابرصفحه‌های با مقدار ثابت، هر α با آن بردارهایی که با یک مقدار نرده‌ای معین‌اش نگاشت دارد متناظر شده، که درکنار آن، و در امتداد «حس» افزایش نشان داده شده‌است. صفحه صفر از میان مبدأ می‌گذرد.

در ابعاد متناهی، یک تابعی خطی توسط مجموعه‌های هم‌مرحله تجسم پیدا می‌کند، یعنی مجموعه بردارهایی که به یک مقدار معین نگاشت دارند. در سه بعد، مجموعه‌های هم‌مرحله از یک تابعی خطی یک خانواده از صفحه‌های دوبه‌دو موازی اند؛ در ابعاد بالاتر، آن‌ها ابرصفحه‌های موازی اند. این روش تجسم تابعی‌های خطی گاهی در متون نسبیت عام، مثل کتاب گرانش از (Misner، Thorne و Wheeler 1973) معرفی شده‌است.

## کابردها

### کاربرد در مربع‌سازی
اگر {\displaystyle x_{0},\ldots ,x_{n}} برابر {\displaystyle n+1} تا نقطه متمایز در [a, b] باشد، آنوقت تابعی خطی {\displaystyle \operatorname {ev} _{x_{i}}:f\mapsto f\left(x_{i}\right)} که در بالا تعریف شده‌است، یک پایه از فضای دوگان Pn می‌سازد، که فضای چندجمله‌ای‌های درجه {\displaystyle \leq n} است. تابعی انتگرال I هم یک تابعی خطی روی Pn است، و بنابراین می‌تواند به صورت یک ترکیب خطی از این عناصر پایه بیان شود. در نمادها، ضرایب {\displaystyle a_{0},\ldots ,a_{n}} موجود است که برای آن
{\displaystyle I(f)=a_{0}f(x_{0})+a_{1}f(x_{1})+\dots +a_{n}f(x_{n})}
برای همه {\displaystyle f\in P_{n}} برقرار است. این موضوع مبنای نظریه مربع‌سازی عددی است.

### در مکانیک کوانتمی
تابعی‌های خطی مخصوصاً در مکانیک کوانتمی مهم هستند. سامانه‌های مکانیکی کوانتمی توسط فضاهای هیلبرت نمایش می‌یابد، که برای فضاهای دوگان خودشان پادیکریخت اند. یک تعریف از سامانه مکانیکی کوانتمی را می‌توان توسط یک تابعی خطی شناسایی نمود. برای اطلاعات بیشار نشان‌گذاری برا-کت را ببنید.

### توزیع‌ها
در نظریه توابع تعمیم‌یافته، انواع معینی از توابع تعمیم‌یافته را توزیع می‌نامند، که توسط تابعی‌های خطی روی فضاهای توایع آزمایشی تحقق می‌یابد.

## بردارهای دوگان و حالت دوخطی

تابعی‌های خطی (۱-فرم‌ها) α و β و جمع آن‌ها σ و بردارهای u, v، w، در فضای اقلیدسی سه‌بعدی. تعداد (۱-فرم) ابرصفحه‌ها که توسط یک بردار قطع‌می‌شود برابر ضرب داخلی است.

هر فرم دوخطی غیر-منحط روی یک فضای برداری متناهی-بعد V یک یکریختی V → V∗: v ↦ v∗ را معرفی می‌کند، به این شیوه که
{\displaystyle v^{*}(w):=\langle v,w\rangle \quad \forall w\in V,}
که در آن حالت دوخطی روی V به صورت {\displaystyle \langle \,\cdot \,,\,\cdot \,\rangle } نمایش داده می‌شود (برای مثال، در فضای اقلیدسی، {\displaystyle \langle v,w\rangle =v\cdot w} برابر ضرب داخلی v و w است).
یکریختی معکوس برابر V∗ → V: v∗ ↦ v است، که در آن v همان عنصر یکتای V است به این‌صورت که
{\displaystyle \langle v,w\rangle =v^{*}(w)}
برای همه {\displaystyle w\in V} برقرار است.
بردار تعریفی بالا v∗ ∈ V∗ را بردار دوگان برای {\displaystyle v\in V} می‌نامند.
در یک فضای هیلبرت متناهی بعد، نتایج مشابهی توسط قضیه نمایش ریس برقرار است. یک نگاشت V ↦ V∗ از به فضای دوگان پیوسته‌اش یعنی V∗ برقرار است.

## ارتباط با پایه

### پایه فضای دوگان
فرض کنید که فضای برداری V یک پایه {\displaystyle \mathbf {e} _{1},\mathbf {e} _{2},\dots ,\mathbf {e} _{n}} داشته باشد که الزاماً متعامد نباشد. آنوقت فضای دوگان {\displaystyle V^{*}} یک پایه به صورت {\displaystyle {\tilde {\omega }}^{1},{\tilde {\omega }}^{2},\dots ,{\tilde {\omega }}^{n}} دارد که به آن پایه دوگان گفته می‌شود، که توسط این ویژگی خاص تعریف می‌شود که
{\displaystyle {\tilde {\omega }}^{i}(\mathbf {e} _{j})={\begin{cases}1&{\text{if}}\ i=j\\0&{\text{if}}\ i\neq j.\end{cases}}}
یا به صورت کوتاه‌تر
{\displaystyle {\tilde {\omega }}^{i}(\mathbf {e} _{j})=\delta _{ij}}
که در آن δ همان دلتای کرونکر است. در اینجا بالانویس تابعی‌های پایه معنی «نما» نمی‌دهد، بلکه برابر اندیس‌های کوتراواریانس است.
یک تابعی خطی {\displaystyle {\tilde {u}}} که به یک فضای دوگان {\displaystyle {\tilde {V}}} تعلق دارد را می‌توان به صورت یک ترکیب خطی از تابعی‌های پایه بیان کرد، که در آن ضرایب («مولفه‌ها») ui به اینصورت هستند
{\displaystyle {\tilde {u}}=\sum _{i=1}^{n}u_{i}\,{\tilde {\omega }}^{i}.}
آنوقت، با اعمال تابعی {\displaystyle {\tilde {u}}} به یک بردار پایه {\displaystyle \mathbf {e} _{j}} به این نتیجه می‌رسیم
{\displaystyle {\tilde {u}}(\mathbf {e} _{j})=\sum _{i=1}^{n}\left(u_{i}\,{\tilde {\omega }}^{i}\right)\mathbf {e} _{j}=\sum _{i}u_{i}\left[{\tilde {\omega }}^{i}\left(\mathbf {e} _{j}\right)\right]}
این موضوع به دلیل خطی‌بودن مضرب‌های نرده‌ای تابعی‌ها و خطی‌بودن نقطه‌به‌نقطه مجموع تابعی‌ها رخ می‌دهد. آنوقت
{\displaystyle {\begin{aligned}{\tilde {u}}({\mathbf {e} }_{j})&=\sum _{i}u_{i}\left[{\tilde {\omega }}^{i}\left({\mathbf {e} }_{j}\right)\right]\\&=\sum _{i}u_{i}{\delta }_{ij}\\&=u_{j}.\end{aligned}}}
بنابراین هر مولفه یک تابعی خطی را می‌توان توسط اعمال تابعی به بردار پایه متناظر استخراج نمود.

### پایه دوگان و ضرب داخلی
وقتیکه فضای V یک ضرب داخلی را حمل می‌کند، آنوقت نوشتن صریح یم فرمول برای پایه دوگان یک پایه معین امکان‌پذیر می‌شود. فرض کنید V یک پایه {\displaystyle \mathbf {e} _{1},\dots ,\mathbf {e} _{n}} داشته باشد (که الزاماً متعامد نباشد). در سه بعد (n = ۳)، پایه دوگان را می‌توان به صورت صریح به این شیوه نوشت
{\displaystyle {\tilde {\omega }}^{i}(\mathbf {v} )={\frac {1}{2}}\left\langle {\frac {\sum _{j=1}^{3}\sum _{k=1}^{3}\varepsilon ^{ijk}\,(\mathbf {e} _{j}\times \mathbf {e} _{k})}{\mathbf {e} _{1}\cdot \mathbf {e} _{2}\times \mathbf {e} _{3}}},\mathbf {v} \right\rangle ,}
که برای {\displaystyle i=1,2,3,} برقرار است که در آن ε نماد لوی-چیویتا است، و {\displaystyle \langle \cdot ,\cdot \rangle } همان ضرب داخلی (یا ضرب نقطه‌ای) روی V است.
در ابعاد بالاتر، این موضوع به این شیوه تعمیم می‌یابد
{\displaystyle {\tilde {\omega }}^{i}(\mathbf {v} )=\left\langle {\frac {\sum _{1\leq i_{2}<i_{3}<\dots <i_{n}\leq n}\varepsilon ^{ii_{2}\dots i_{n}}(\star \mathbf {e} _{i_{2}}\wedge \cdots \wedge \mathbf {e} _{i_{n}})}{\star (\mathbf {e} _{1}\wedge \cdots \wedge \mathbf {e} _{n})}},\mathbf {v} \right\rangle ,}
که در آن {\displaystyle \star } همان عملگر ستاره هودژ است.